# Santa Creu de Quercorb
Santa Creu de Quercorb (église Sainte-Croix de Quercorb en francès) és una església preromànica a Fontanills, antic municipi annexat a Arles, a la comarca del Vallespir, de la Catalunya del Nord.
És al sector oriental del terme d'Arles, al sud-est de la vila, en el lloc de Fontanills. A prop, a llevant, damunt del Puig de Quercorb, hi havia hagut el Castell de Quercorb. L'església i la parcel·la de terreny sobre la qual fou construïda són protegits com a monuments històrics des de l'any 1997.

## Història

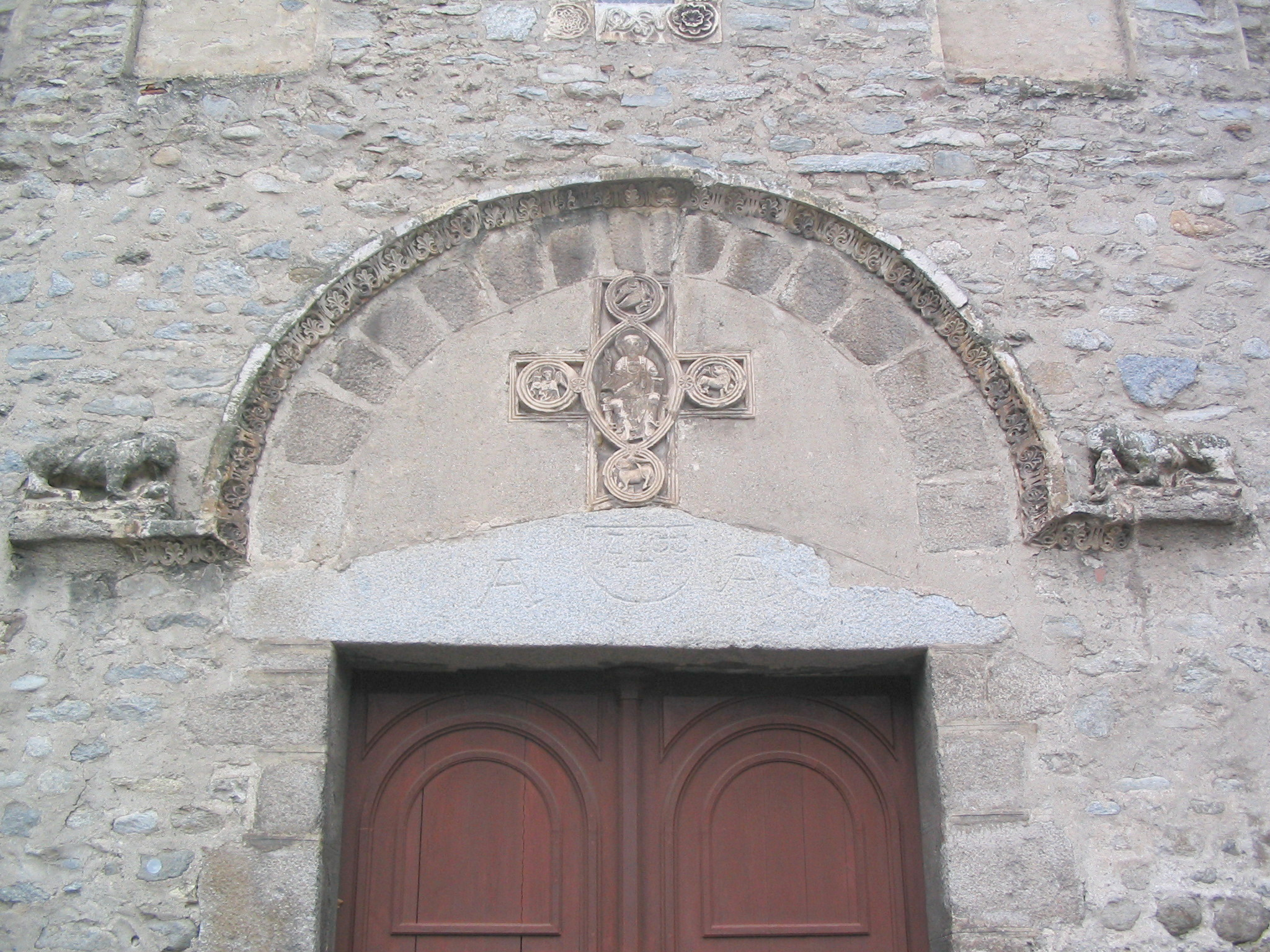
Timpà de l'església

Cal remetre's a la primera meitat del segle ix per tal de trobar les primeres documentacions del topònim Quercorb: 832 (Castro Corbi), referida al castell, 993 (loco quem vocant Castro Corbi), castell i lloc que agafa el seu nom, 1011 (alodem Castelli Curvi), castell i conjunt de l'alou al qual pertanyia, 1168 (Chero Corbo), 1194 (mansum de Coll de Quero Curvo). L'església apareix ja en documents del segle xii, tot i que l'edifici és molt més antic. El 1159, en les actes de consagració de Sant Martí de Cortsaví i de Santa Cecília de Coç, entre els personatges que hi apareixen hi ha el capellà de Quercorb (capellani Chericurvi), de nom Bernat o Bertran, segons l'acta. A la consagració de Sant Pere de Riuferrer, esdevinguda el mateix any 1159, apareix Bertrandi, capellano de Chercurvo, altre cop, que torna a aparèixer a l'acta de consagració de Santa Maria de Costoja, del mateix any. En canvi, el 1197 està documentat com a capellà de Quercorb Bernat junior, fill cabaler de Bernat II de Cortsaví i oncle d'Ermessenda, muller de Ramon de Termes, senyors de Cortsaví.
En un document del 1531 es fa referència a la Ribera del Celleret o de Santa Creu, cosa que confirma la categoria de parroquial d'aquesta església, per la qual cosa se l'associa a la idea de parròquia del terme rural de Fontanills. Al segle xvi esdevingué sufragània de Sant Esteve d'Arles; el 1571 és esmentat el seu cementiri, el 1679 apareix com a Santa Creu de Quercorp, i el 1688, com a Santa Creu d'Arles. En aquell moment està documentat que el rector de Sant Esteve d'Arles, Jaume Debadia, ho és també de Santa Cecília de Coç i de la Santa Creu; a la façana de ponent de la casa afegida a l'església encara es pot llegir la làpida que diu DOCTOR/DEBADIA/RECTOR/1685.
L'església pertangué a la família vallespirenca dels Paraire des del segle xvi, i els descendents d'aquesta família, que ja han perdut aquest cognom, la van vendre el 1984 a l'ajuntament d'Arles pel preu simbòlic d'un franc. L'església fou cedida a la Confraria de la Sang de la parròquia per tal que recuperés el monument, i en l'actualitat el gestiona l'associació Els Amics de Santa Creu, creada exclusivament per a aquesta finalitat. D'aleshores ençà, tot i que amb molt pocs recursos, aquesta associació ha anat duent a terme algunes feines de restauració. A partir dels anys 90 del segle xx es recuperaren els dos aplecs tradicionals de la Santa Creu, el 4 de maig (diada de la Santa Creu) i el 18 d'agost (diada de Santa Helena).

## Arquitectura

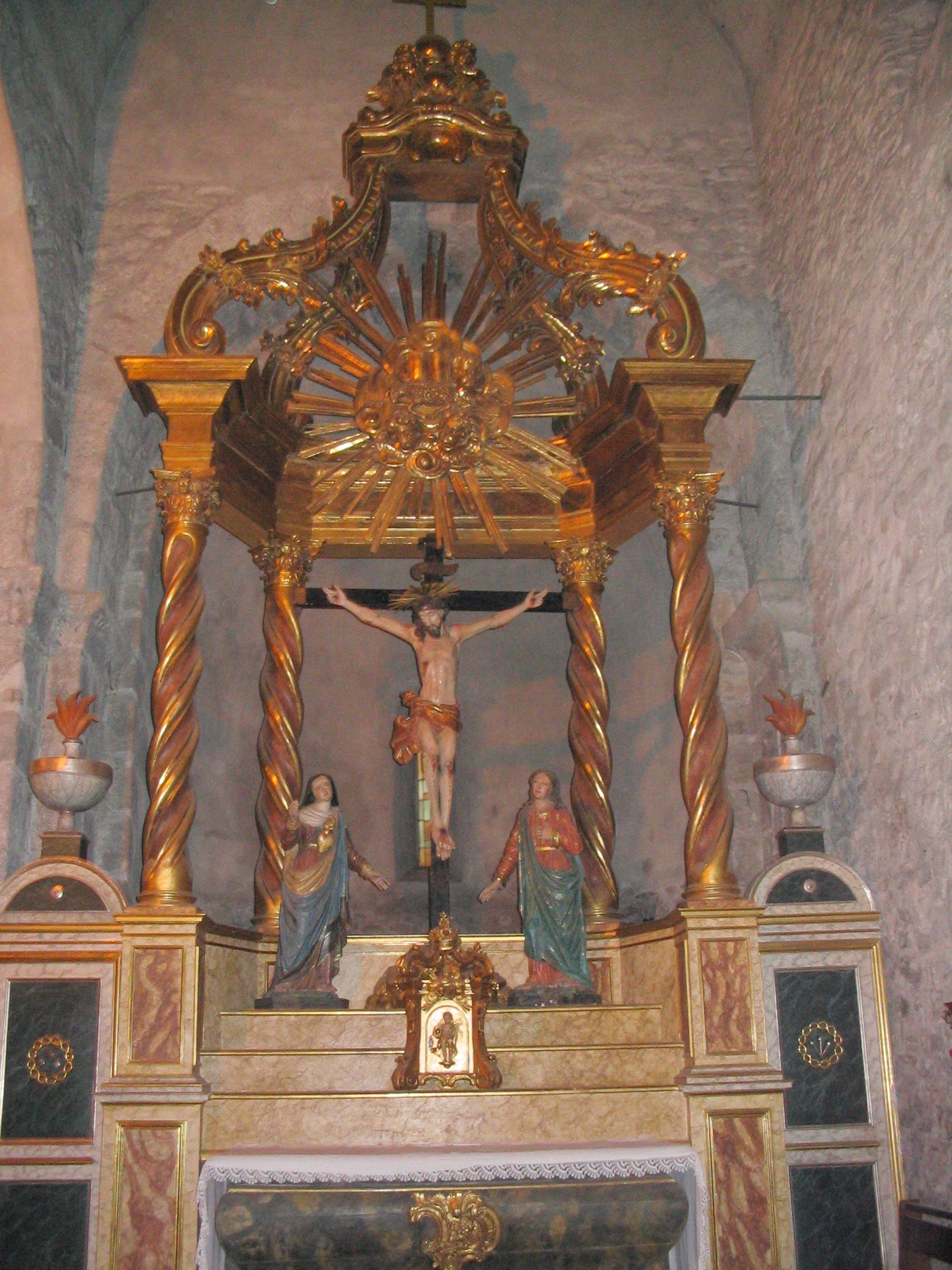
Retaule davant de l'absis principal

L'església té una sola nau amb una capçalera lleugerament trapezoïdal. Al costat sud del temple, al sector de llevant, va ser afegida una capella de planta rectangular. L'arrebossat de les parets dificulten el reconeixement de les diferents etapes constructives que visqué l'església. Una volta de canó cobreix la nau, i, sense arc triomfal, es comunica amb el presbiteri per un arc d'un sol plec de mig punt. La nau presenta dos trams de diferent alçada, tots dos amb volta de canó seguit: la part oriental uns 20 cm més baixa que l'occidental. La part oriental, la més antiga, presenta uns regruixos als murs sobre els quals recolza la volta de la nau, possiblement fets en obrir la capella lateral. A manera de transsepte, davant de la capella, sota d'un arc de mig punt idèntic al que dona pas a la capella, hi ha un altar situat en el breu espai creat dessota de l'arc. Sembla com si hi hagués hagut, o fos projectat i no es va dur a terme, una capella davant de l'existent. El lloc on hauria de ser és ocupat per una casa afegida al costat nord de l'església.
A la restauració feta el 1986 es va descobrir tota la part exterior de l'absis, i hi aparegué una finestra al centre de l'absis d'un sol vessant, coberta per una llinda en forma d'arc de mig punt, molt primitiva. L'aparell descobert és format d'una combinació de còdols i blocs de pedra només trencats, lligats amb morter, disposats en filades horitzontals no del tot regulars i un fragment formant una petita filada en opus spicatum, a més d'altres llocs on el material és posat en forma inclinada. La porta és a migdia, prop de l'extrem de ponent. D'un arc de mig punt, amb dovelles curtes i amples, és molt més tardana. La finestra del frontis de ponent de la nau és ampla i rectangular, força posterior i, a més, recentment restaurada. Tot plegat porta a una datació força antiga, cap als segles ix i x en les parts més velles, clarament preromànica, com demostra la mateixa planta trapezoïdal de l'absis.
Al mur occidental hi ha un campanar d'espadanya molt esvelt, en bona part recuperat el 1986. Possiblement afectat pel terratrèmol del segle xv, cosa que el desplaçament del pilar central fa pensar, estigué molts anys amb els dos arcs cegats. La reconstrucció del 1986 es feu després de desmuntar el que quedava i recuperar les pedres caigudes, que eren in situ.
L'altar és una peça d'obra en la qual destaca en la part superior l'antiga ara de granit. Rectangular, fa 95 x 62 cm i 14 de gruix, amb la superfície llisa. El perfil de la volta motllurada de la cara frontal de l'ara té la mateixa forma que l'ara de marbre de Santa Maria d'Arles, datada al segle xi